# Diphtheropsis incerta
Diphtheropsis incerta (лат.) — ископаемый вид мелких полужесткокрылых насекомых рода Diphtheropsis из семейства цикадовых Tettigarctidae. Обнаружен в юрских отложениях Средней Азии (Кыргызстан, ?Таджикистан; Shurab, Sulyukta Formation, около 185 млн лет, плинсбахский ярус). Длина надкрылий 35 мм. Вид Diphtheropsis incerta был впервые описан в 1937 году советским палеоэнтомологом Андреем Васильевичем Мартыновым (1879—1938; ПИН РАН, Москва, СССР) вместе с таксонами Aboilus cellulosus, Archaboilus kisylkiensis, Choristopsyche tenuinervis, Mesopolystoechus apicalis, Cicadellopsis incerta, Eofulgoridium kisylkiense и другими новыми ископаемыми видами. Таксон Diphtheropsis incerta включён в состав рода Diphtheropsis Martynov 1937. Сестринские таксоны: Cicadoprosbole, Elkinda, Shaanxiarcta.